# Diogenesbunker
De Diogenesbunker is een bunker gelegen aan de Koningsweg in Schaarsbergen in de gemeente Arnhem.

## Geschiedenis
De bunker vormde het commandocentrum van de Derde Jachtdivisie (3. Jagddivision) van de Luftwaffe en vormde tijdens de Tweede Wereldoorlog het zenuwcentrum van de luchtverdediging van Nederland, de noordelijke helft van België, het Ruhrgebied en een strook Duitsland langs de Nederlandse oostgrens. Diogenes had rechtstreeks contact met het hoofdkwartier van de Luftwaffe in Berlijn. De Duitsers hadden meerdere van dergelijke commandocentra. Zo lagen er bunkers in Stade bij Hamburg, in Grove en in Metz.
De bouw van de bunker is begonnen in augustus 1942. De afmetingen waren 40 x 60 x 16 meter en de muren hadden een dikte van 3 tot 4 meter. Voor de aanvoer van de circa 33.000 kubieke meter beton maakte men gebruik van een speciaal aangelegde spoorlijn. In juli 1943 werd het gebouw opgeleverd en twee maanden hierna was ook de inrichting klaar. De bunker bestond uit drie verdiepingen waarvan één onder de grond.

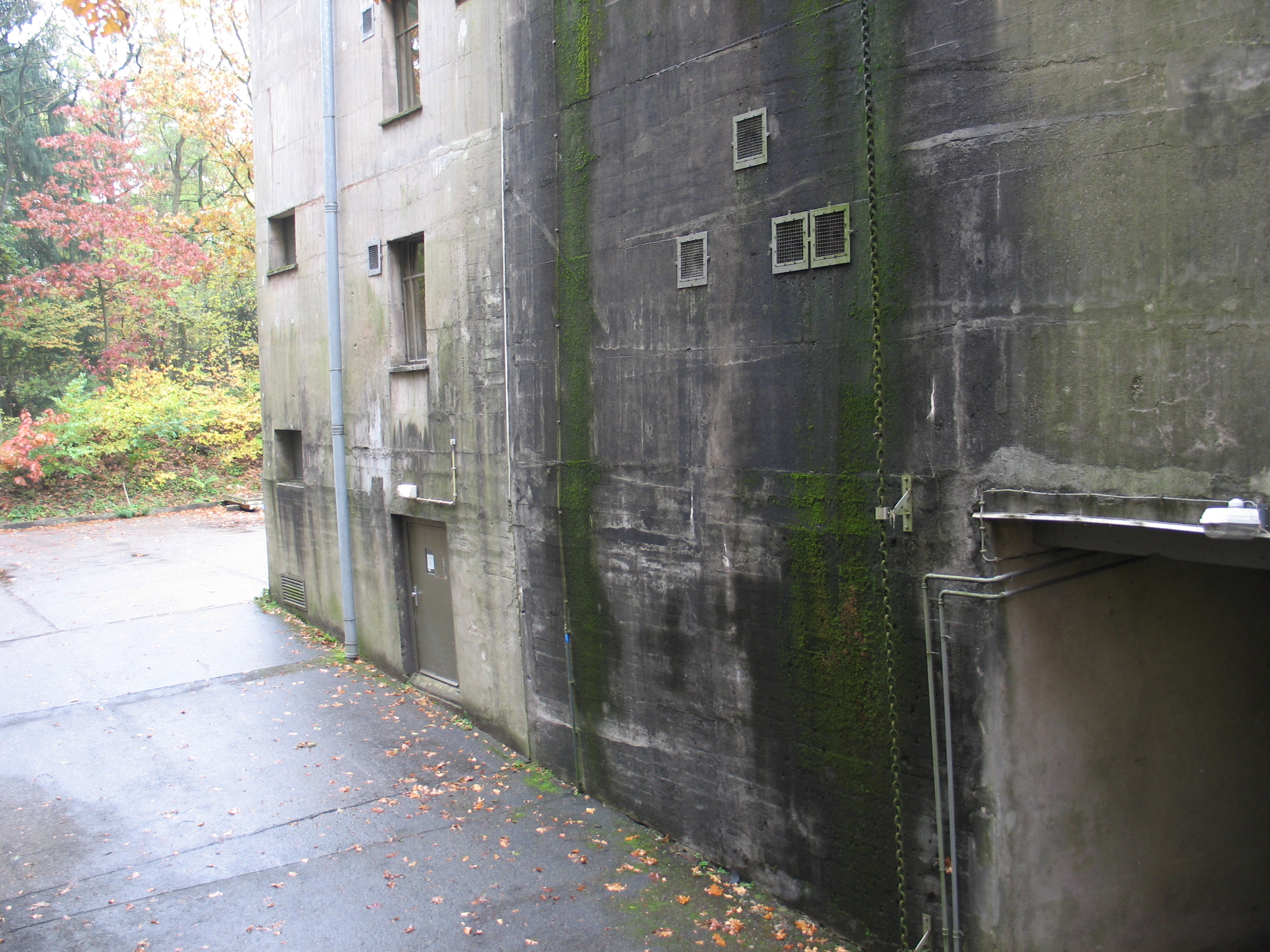
Achterkant van de Diogenesbunker

Het hart werd gevormd door de centrale zaal waarin zich een kaart bevond, die het operatiegebied van de Duitse bezetter voorstelde. Op de kaart van 12 x 9 meter stonden alle vliegvelden en radarposten vermeld. Tijdens luchtaanvallen werd er op de kaarten precies weergegeven waar welke vliegtuigen zich bevonden. In totaal zorgden 600 personeelsleden ervoor dat alle vliegbewegingen erop bijgehouden werden. De posities van vijandelijke vliegtuigen werden door vrouwen in de centrale zaal op de tribune met schijnwerpers op de kaart geprojecteerd. Aan de hand van deze informatie werden de Duitse vliegtuigen naar hun doel gestuurd. De dames waren onderdeel van de verbindingsdienst en werden Luftnachrichtenhelferinnen, ook wel Blitzmädels, genoemd.
Aan het begin van Operatie Market Garden, dachten de Duitsers dat de geallieerden de bunker wilden innemen. Op de avond van 17 september 1944 probeerden de Duitsers daarom tevergeefs de betonnen kolos op te blazen. Alleen de inventaris werd volledig verwoest. Toen men was teruggetrokken naar Duisburg bleek deze actie bovendien te voorbarig, omdat de geallieerden slechts op weg waren naar de John Frostbrug in Arnhem.

## Huidige situatie

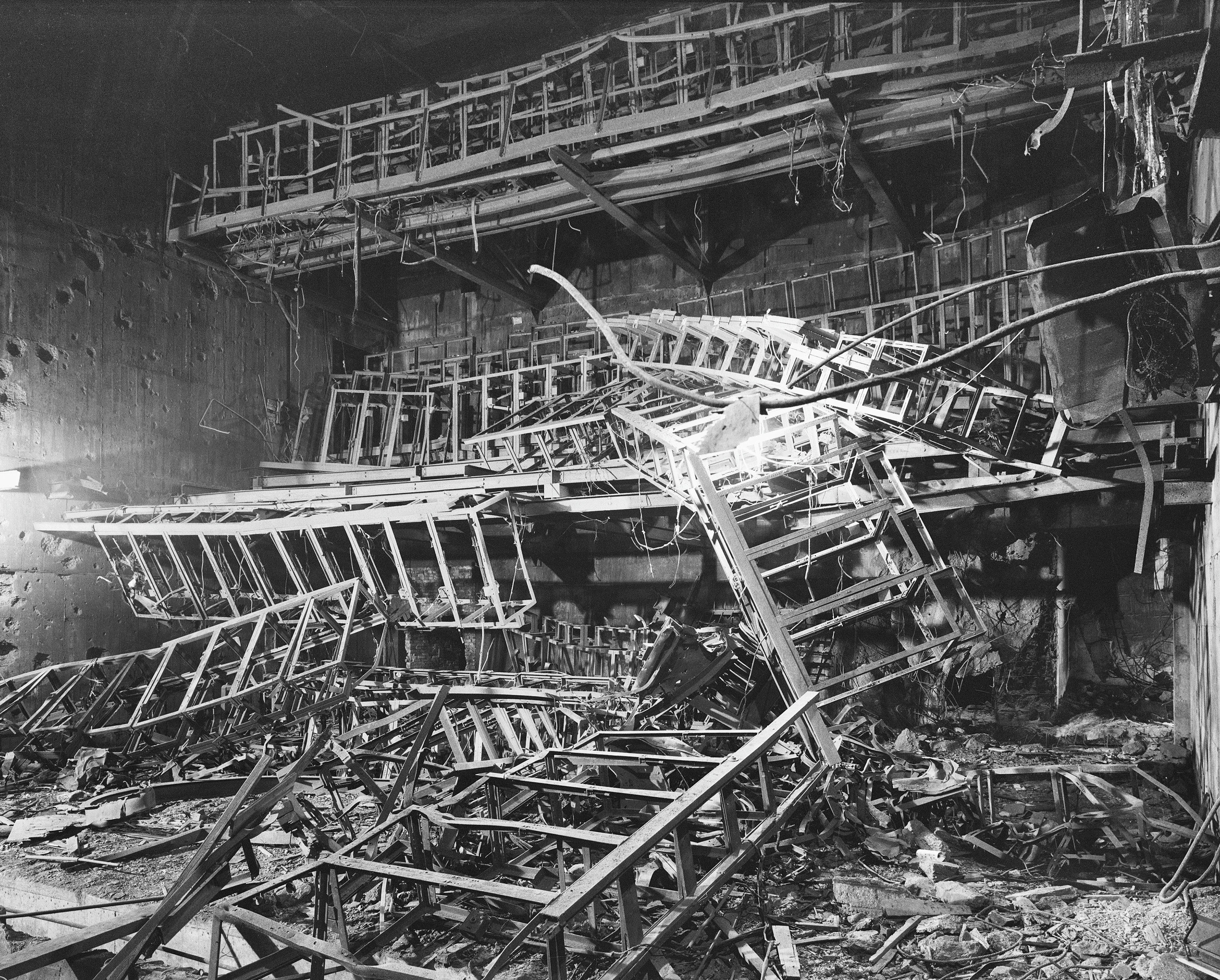
Het door explosieven verwoeste interieur in 1962

Na de oorlog werd het gebouw gebruikt als munitiedepot. Door onbekende oorzaak kwamen op 8 juni 1948 vijf mensen om het leven tijdens het verplaatsen van explosieven. Later werd het gebouw gebruikt als hulpdepot van de Rijksarchiefdienst en deels als opslag voor het Nationaal Park De Hoge Veluwe en het Openluchtmuseum. Het gebouw was, op rondleidingen na, ruim 80 jaar gesloten voor publiek. In september 2024 werd de bunker door het Rijksvastgoedbedrijf voor het eerst enkele weekenden opengesteld voor bezoekers.
In mei 2025 kwam naar buiten dat de Nederlandse Defensie interesse heeft om de bunker te kopen. Het Rijksvastgoedbedrijf bevestigde desgevraagd de geplande overname. Het Ministerie van Defensie liet weten 'dat verkend wordt of het bunkercomplex te gebruiken is'.
De bunker heeft samen met het terrein van DroomPark Hooge Veluwe, het vroegere Divisionsdorf, de status rijksmonument.

## Afbeeldingen

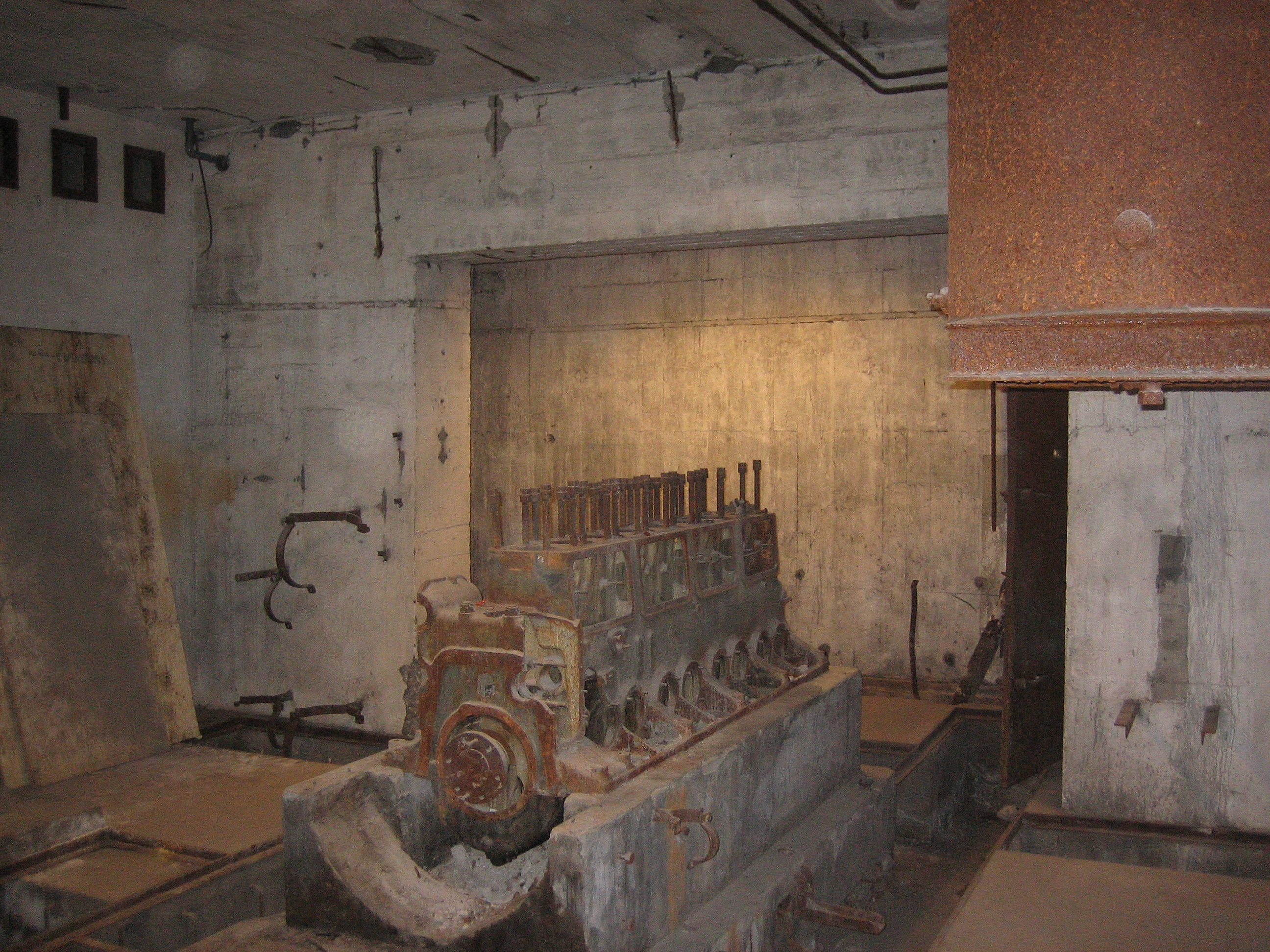
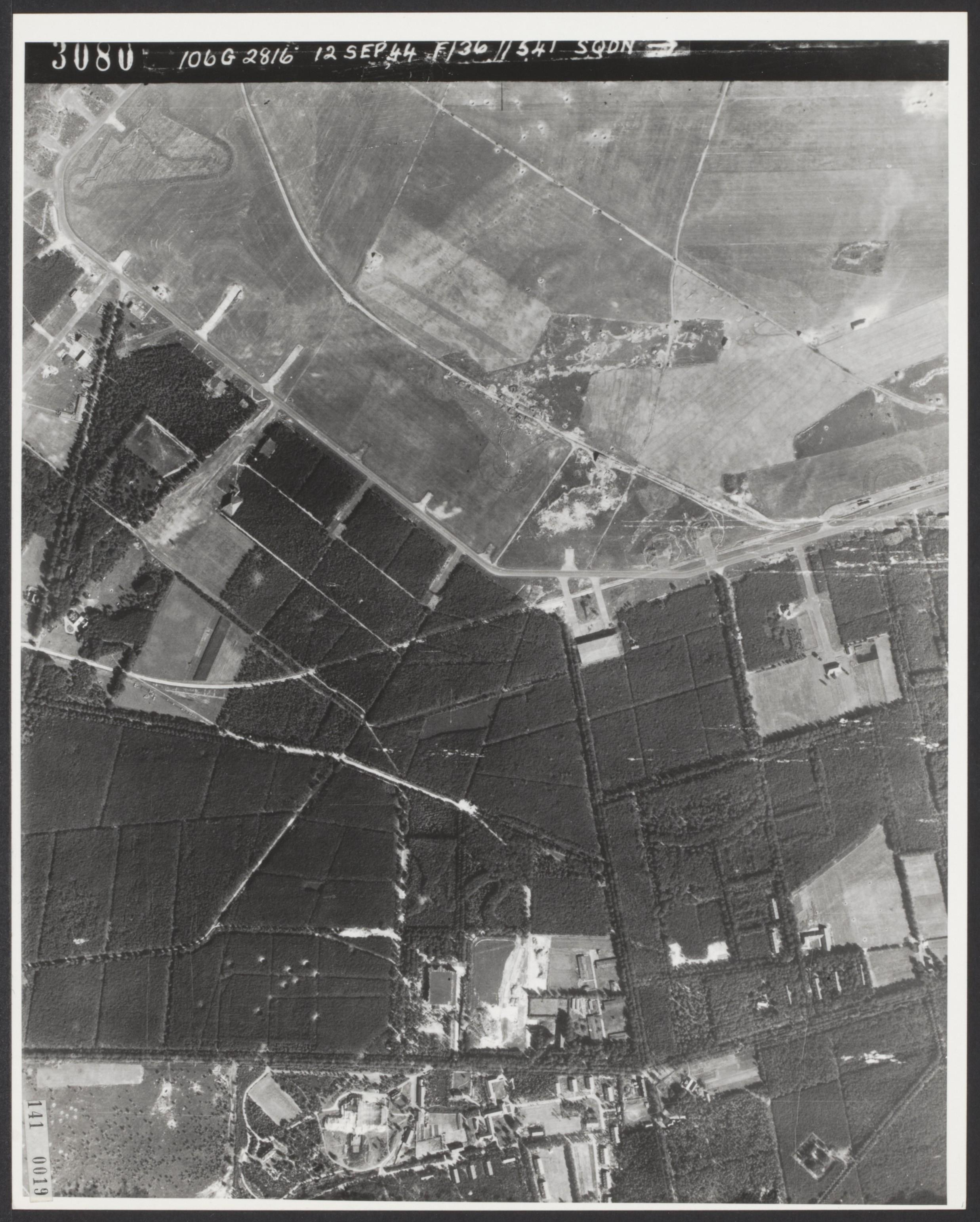
Luchtfoto gemaakt op 12 september 1944.
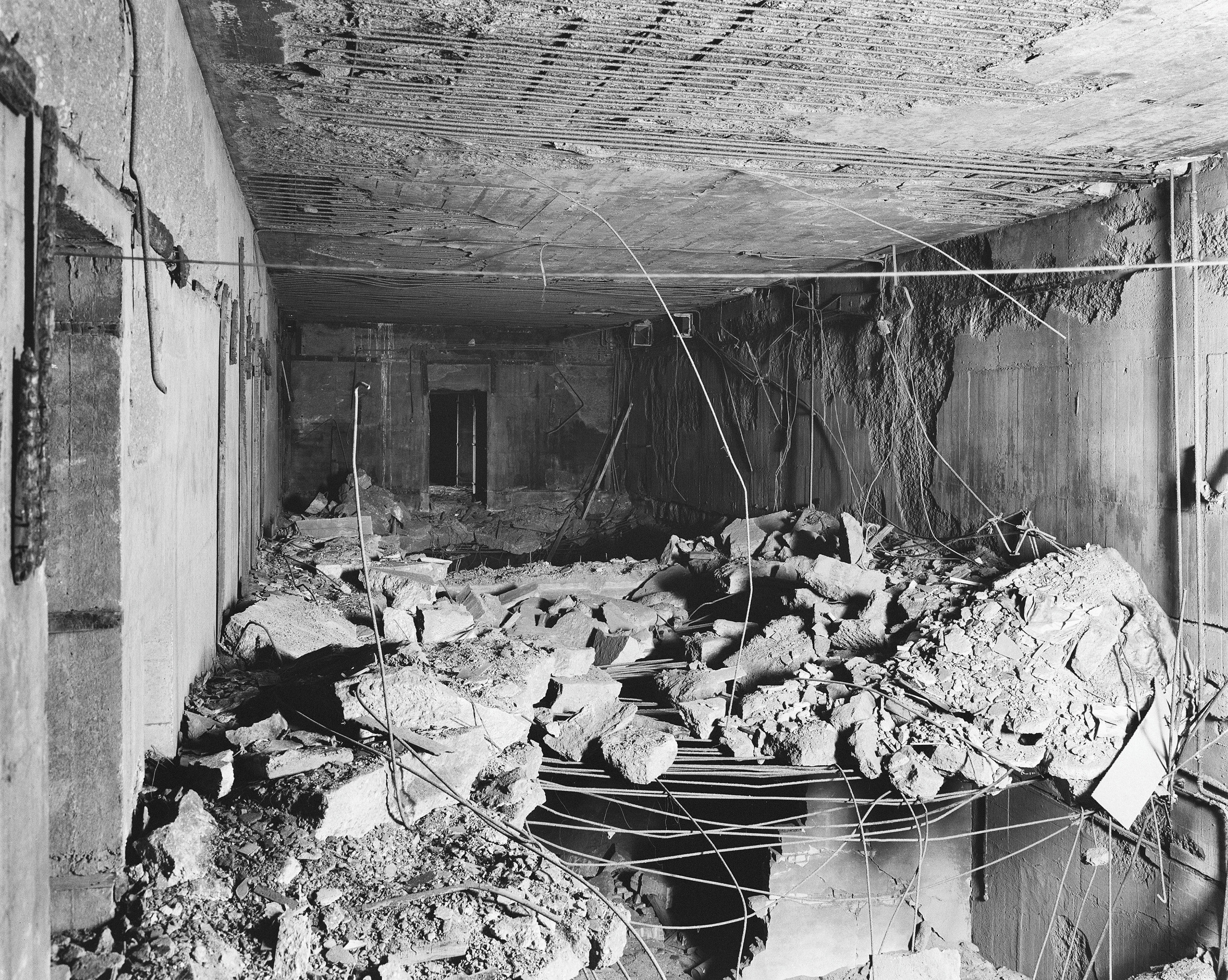
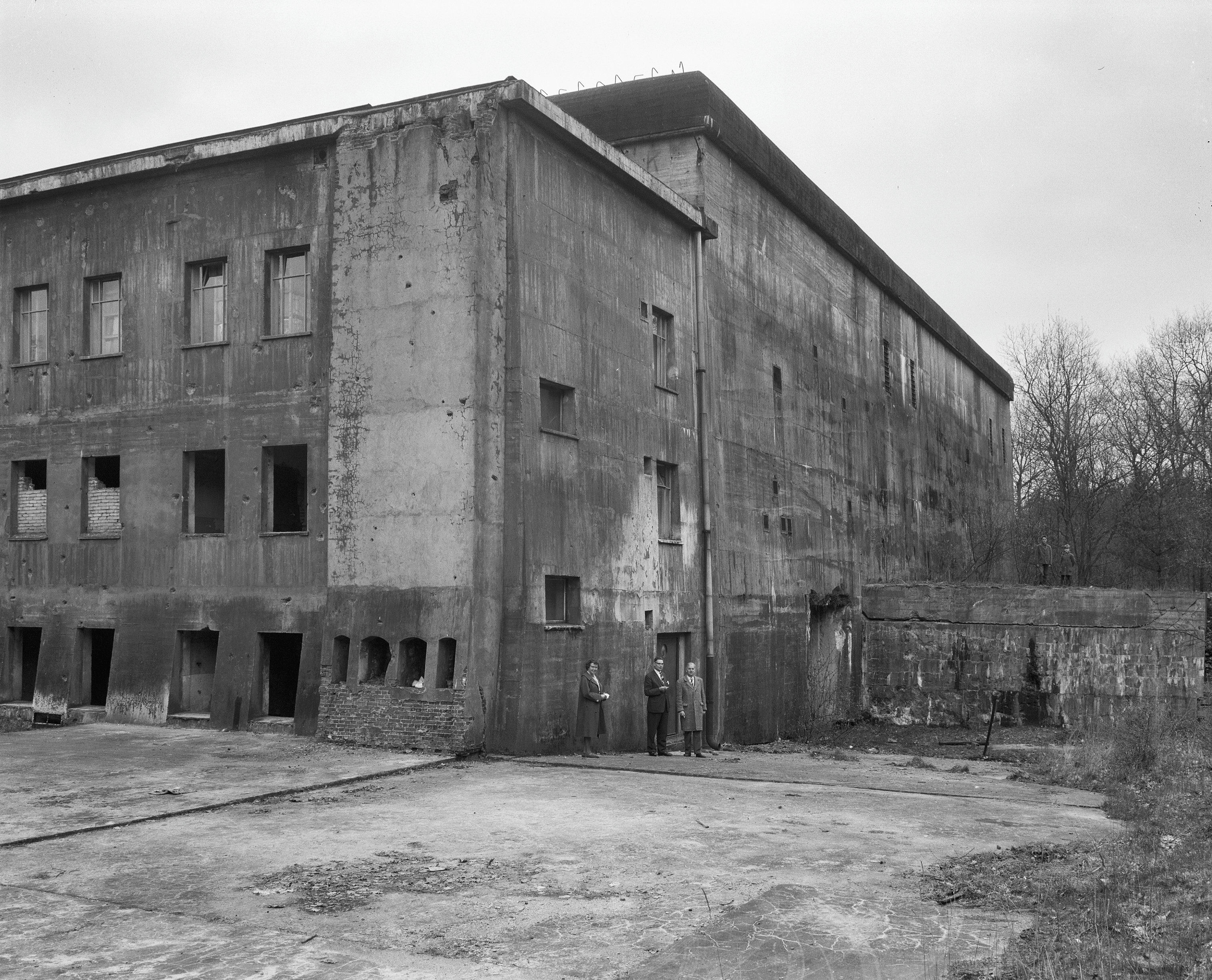
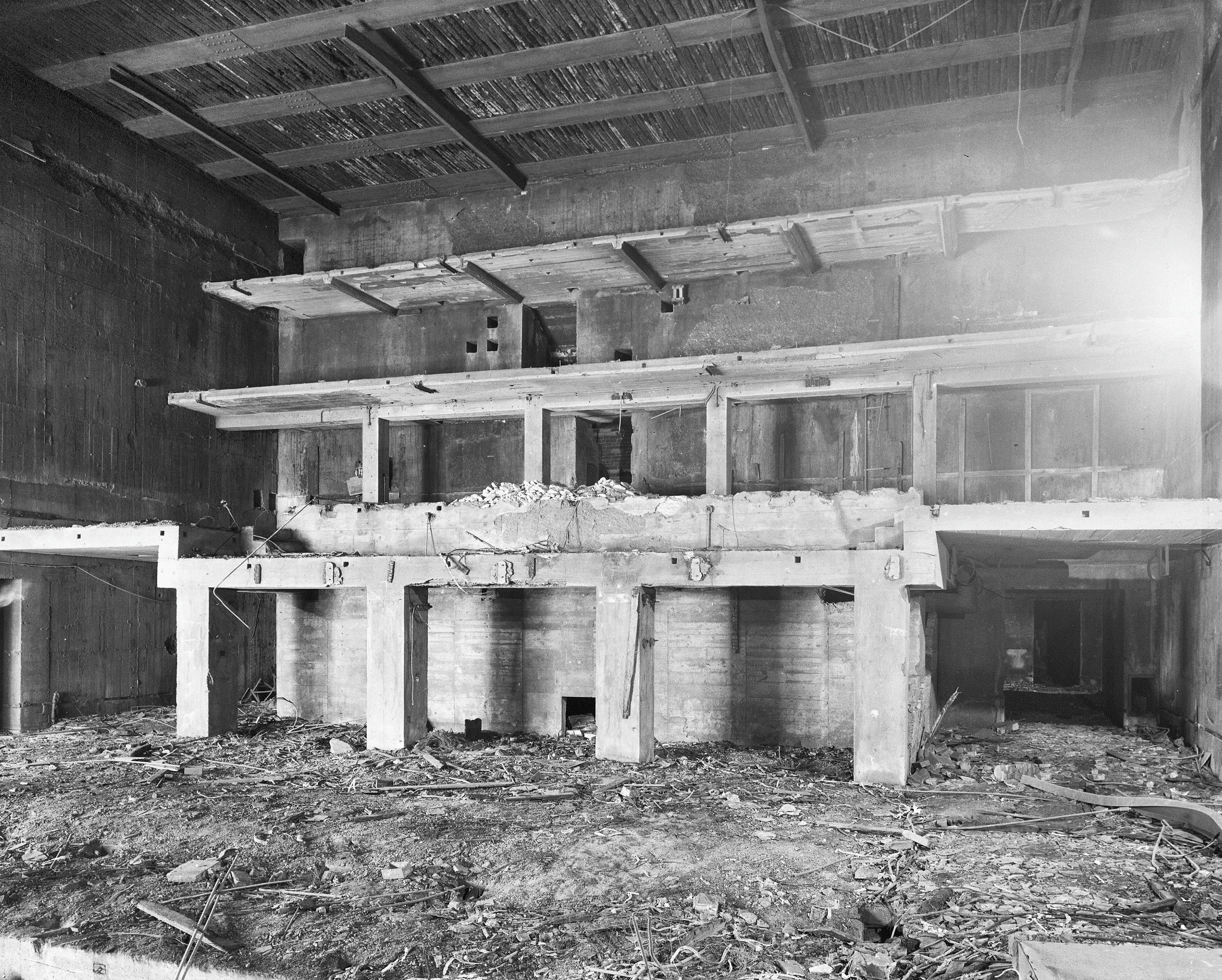